# Kamisama Hajimemashita
Kamisama Hajimemashita (神様はじめました?  lit. Ahora soy un Dios, juego de palabras de "hajimemashite" que haría del título "Dios, un gusto conocerte"), también conocida como Kamisama Kiss o Soy una Diosa ¿Y ahora qué? en Hispanoamérica, es una serie de manga escrita e ilustrada por Julietta Suzuki y serializada por Hakusensha en la revista shōjo Hana to Yume. La serie está licenciada para distribución regional en Norteamérica por Viz Media como parte de su impresión ritmo shôjo. Una adaptación a anime ha sido producida por TMS Entertainment y dirigido por Akitaro Daichi y empezó su transmisión en octubre de 2012. Ha sido licenciado por Funimation Entertainment en Norteamérica y Kora International en Latinoamérica. Se anunció una segunda temporada la cual se estrenó el 5 de enero de 2015. El manga consta de 149 capítulos.

## Argumento
La historia comienza con Nanami Momozono, una chica que ha perdido su casa a causa de las deudas del juego de azar de su padre y ha sido abandonada por este. Al encontrarse en el parque sin casa o lugar adónde ir, conoce y "salva" a un joven que estaba siendo perseguido por un perro. A cambio de dicho acto, el joven le concede su propiedad y el derecho de ser el nuevo tochigami o "dios de la tierras cercanas", una deidad que cuida de un barrio o pueblo en la cultura asiática. Cuando Nanami va a la propiedad al principio cree que es una broma ya que resulta ser un templo deshabitado, pero todo cambia cuando conoce a Tomoe el familiar del antiguo tochigami que no estará dispuesto a aceptar tan fácilmente a Nanami como su nueva ama, siguiendo enojado por el abandono de su antiguo amo. Ahora Nanami debe afrontar un nuevo mundo donde ella tendrá que probar tanto al mundo de los dioses como ella misma que puede llegar a ser una deidad digna (junto con la ayuda de Tomoe) tendrá que aprender cómo hacer el trabajo de un tochigami y más en un mundo donde la ciencia y la tecnología han superado a la espiritualidad.

## Personajes
Nanami Momozono (桃園 奈々生 Momozono Nanami?)
 Seiyū: Suzuko Mimori
Una adolescente cuyo padre huyó de ella a causa de sus deudas por el vicio de juegos, y que sufrió las burlas de sus compañeros de clase por su pobreza. Ella se convirtió en el dios local de la tierra después de que el ex dios Mikage transfiriera su cargo de maestro de la capilla a Nanami. Ella comienza con muy poco poder espiritual, pero trabaja duramente en mantener el equilibrio entre sus deberes de diosa de la tierra y sus tareas escolares y, finalmente, se convierte en adepta a la purificación. Tomoe siempre pone setas shitake en los alimentos de Nanami a pesar de que sabe que los odia. Nanami se enamora de Tomoe, se declara a Tomoe pero es rechazada, ya que es tabú (esto se lo explica Mikage a Nanami en la segunda temporada) para un ser humano y un demonio ser amantes. Posteriormente, Tomoe se enamora perdidamente de ella.
Tomoe (巴衛?)
 Seiyū: Shinnosuke Tachibana
Tomoe es un zorro demonio que servía a Mikage, el tochigami, tras la ausencia de este por 20 años. Se encuentra con que ahora Nanami que es la nueva deidad. Aunque es convertido en familiar por la fuerza, cuida y protege a Nanami de todo corazón. La molesta mucho pero se preocupa por ella, conforme pasa el tiempo se enamora perdidamente de Nanami aunque al inicio se esfuerza en negarlo porque cree que el amor entre demonio y humano es tabú y que lo que siente son las restricciones del contrato de familiar. En el pasado se enamoró de Nanami, cuando esta regresó para salvarlo haciéndose pasar por Yukiji. Conforme pasa el tiempo intenta comprender el comportamiento humano, e incluso intenta convertirse en uno, pero en vez de volverse un humano se vuelve un zorro.
Mikage (ミカゲ?)
 Seiyū: Akira Ishida
Es el dios de la Tierra, que deja a Nanami a cargo de su puesto en el templo como una deidad para que Tomoe aprenda que los humanos no son efímeros como él pensaba. En su forma terrenal es un chico tímido. Tiene el pelo claro y gafas, y viste una gabardina y un sombrero. Es bastante tranquilo y amable.
Mizuki (瑞希?)
 Seiyū: Nobuhiko Okamoto
Mizuki es una serpiente que pertenece al santuario de la diosa del agua Yokonomori. Se enamoró de Nanami desde el primer momento en que la vio, cuando ella lo ayudó. Tiene el pelo blanco y los ojos muy claros. Está comprometido con Nanami ya que le dejó una marca en su brazo. Se convierte en el familiar de Nanami y a causa de ello, la mayor parte del tiempo él y Tomoe discuten sin motivo alguno. Mizuki tiene un incienso que tiene el poder de viajar en el tiempo, aunque es un tabú utilizarlo, él ayuda a Nanami
Shinjirō Kurama (鞍馬 進次郎 Kurama Shinjirō?)
 Seiyū: Daisuke Kishio
Un ídolo popular con la imagen de ser un "ángel caído", con maquillaje gótico y una actitud de chico malo. Él es un tengu cuervo que inicialmente deseaba convertirse en tochigami por comer el corazón de Nanami. Después de haber sido frustrado por Tomoe (y posteriormente salvado por Nanami), se da por vencido en su aspiración y se vuelve un amigo de ella; aunque al principio siente un interés hacia Nanami ; siendo esto lo que le permite permanecer en su apartamento cuando ella pierde temporalmente su divinidad. Él tiene una aversión persistente para Tomoe y los dos son propensos a insultar a los demás cuando se encuentran. Salió de la montaña Kurama hace 17 años y ha estado viviendo en el mundo de la humanidad desde entonces. Él también se destaca por tener una actitud más normalmente humana que los otros (Tomoe, Mizuki, etc).Parece sentir algo por Nekota Ami.
Numa no Himemiko (沼皇女?)
 Seiyū: Yui Horie
Una pez gato que se convirtió en una deidad del pantano, que vive en un palacio (bajo el pantano) con sus asistentes (muchos peces). Hace diez años se enamoró de un chico joven, Kotaro Urashima; ella recurre a Nanami para que la ayude a volver a encontrarse con el niño una vez más. A compensación, cuando Nanami visita su palacio le permite usar uno de sus lujosos kimonos para que Nanami se vea mejor a los ojos de Tomoe.
Kotaro Urashima (裏嶋 小太郎 Kotaro Urashima?)
 Seiyū: Ryōhei Kimura
Un joven de 18 años que hace 10 años atrás conoció a Numa-no-Himeko y esta inmediatamente se enamoró de él. Kotaro es un chico de lentes, cabello castaño claro y bajo. Acostumbra llevar un cubo de rubik que solo lo utiliza cuando esta nervioso. El siempre fue muy retraído pero cuando se encontró de nuevo con Numa-no-Himeko, cambio ya que obtuvo mucho más coraje estando con ella.
Onikiri (鬼切?) y Kotetsu (虎徹?)
 Seiyū: Natsuyo Atarashi (primera temporada)  Seiyū: Naoko Matsui (segunda temporada) (Onikiri) y Chika Ōkubo (Kotetsu)
Son yōkais guardianes del templo que antes servían a Mikage (después sirven a Nanami). Se caracterizan porque los dos utilizan máscaras y tienen la apariencia de niños.
Akura-ou (悪羅王 Akura-ou?)
 Seiyū: Junichi Suwabe
Conocido también como Kirihito en forma humana, fue el rey demonio hace más de quinientos años hasta ahora que trata de recuperar su cuerpo de Yomi no kuni. En ese tiempo, él y Tomoe eran compañeros de masacre. Se enamora de Nanami. 
Yukiji (雪路?)
 Seiyū: Suzuko Mimori
Es una joven hermosa y elegante que formó parte del pasado de Tomoe. Hace medio milenio, se conoció con Tomoe y Nanami cuando Nanami fue al pasado. Tomoe se enamoró de Yukiji pero en realidad se enamoró de Nanami pues ella se hizo pasar por Yukiji. Monozono Nanami es su descendiente. Se casó con un humano y tuvo una hija llamada Hiiragi.
Ryū Sukuna (龍王・宿儺 Sukuna Ryū?)
 Seiyū: Daisuke Namikawa
Demonio dragón gobernador de los 7 mares, hace 526 años Tomoe le robó su ojo derecho y desde ahí busca venganza. Actúa de una forma violenta pero cuando esta con su esposa cambia drásticamente.
Otohiko (乙比古?)
 Seiyū: Hiroki Takahashi
Es el Dios del Viento, tiene la aparencia de un okama (hombre que se viste de mujer). Es amigo de Mikage.
Nekota Ami (猫田あみ Nekota Ami?)
 Seiyū: Satomi Satō
Esta chica va a la misma clase de Nanami y se convierte en su primera amiga humana. Está convencida de que Nanami es una sacerdotisa que exorciza demonios y malos espíritus, ya que por algún motivo siempre la atacan y es salvada por ella. También es fanática de Kurama y, por lo que se ve, está enamorada de él desde que la salvó de un demonio.

## Lanzamiento

### Manga
El manga tuvo un total de 149 capítulos, contenidos en 25 volúmenes tankōbon, los cuales fueron publicados entre el 20 de febrero de 2008 al 20 de mayo de 2016, bimensualmente, los días 5 y 20 de cada mes.
El 25 de abril de 2018 se publicó un capítulo especial del manga en la revista Za Hana to Yume de la editorial Hakusensha, revista hermana de la principal Hana to Yume en donde se publicó la historia original.
El 25 de octubre de 2019 el sitio web de la revista The Hana to Yume anunció el lanzamiento de un nuevo capítulo spin-off del manga en el próximo número de la revista, el cual sería el 25 de enero de 2020.

### Anime
La primera temporada del anime, titulada Kamisama Hajimemashita, se estrenó el 1 de octubre de 2012 y culminó el 24 de diciembre del mismo año, con un total de 14 episodios. La producción fue licenciada por Funanimation Entertainment en Norteamérica y por Kora international en Latinoamérica. El opening fue el tema "Kamisama Hajimemashita", interpretado por Hanae, quien también se encargó del ending, "Kamisama Onegai".
La segunda temporada se estrenó el 9 de enero de 2015 y finalizó el 30 de marzo del mismo año, con un total de 12 episodios. "Kamisama no Kamisama" de Hanae fue el tema de apertura de la temporada y "Ototoi Oide" de Hanae fue el tema de cierre.

### OVAs

#### Kamisama, Suterareru & Kamisama, Onsen ni Iku
Kamisama, Suterareru es el título del primer OVA que se publicó de la serie tras el término de la primera temporada. Fue lanzado el 20 de agosto de 2013. El segundo OVA, nombrado Kamisama, Onsen ni Iku, fue lanzado en la misma fecha. Ambos OVAs responden a una misma historia, estando, el primero de ellos, basado en el volumen 15 del manga, mientras que el segundo entrega una historia que no sigue la línea original de este.

#### Kamisama Hajimemashita: Kako-hen
Kamisama Hajimemashita: Kako-hen (神様はじめました～過去編～?) es un OVA en el que se relata el arco sobre el pasado de Tomoe, antes de conocer a Nanami y a Mikage. Fue lanzado después del término de la segunda temporada del anime. Está basado en los volúmenes 14 a 17 del manga original. Esta animación consta de cuatro episodios publicados entre el 20 de agosto de 2015 y el 19 de agosto de 2016. El primero de ellos se titula Kamisama, Kako ni Tobu; el segundo  Kitsune Koi ni Ochiru; el tercero Kamisama, Hanayome ni Naru y el cuarto Kamisama, Mukae ni Iku. El ending de estos episodios fue Sakura Mikotoba (桜ミコトバ) interpretado por Hanae.

#### Kamisama, Shiawase ni Naru
El lanzamiento de un último OVA fue anunciado en la 21.ª edición de la revista Hana to Yume. Esta animación es considerado el último episodio del anime. El lanzamiento fue acompañado por Kamisama Hajimemashita 25.5, un fanbook, por un manga a modo de epílogo realizado por Suzuki, deniminado Sono Ato no Futari, además de una entrevista con la mangaka e ilustraciones. Este OVA, titulado Kamisama, Shiawase ni Naru, fue lanzado el 20 de diciembre de 2016.